# Lijst van voetbalclubs - V
Dit is een lijst van voetbalclubs met als beginletter een V.
- FC Vado
- FC Vaduz
- Vahš Ķūrġonteppa
- Valencia CF
- Valenciennes FC
- Vålerenga IF
- Valletta FC
- Valmiera FK
- Valour FC
- Vancouver FC
- Vancouver Whitecaps
- Vejle BK
- KFC Verbroedering Geel
- Venezia FC
- Ventspils
- AS Vénus
- Vereinigte Breslauer Sportfreunde
- RCS Verviers
- SV Vespo
- FC Vestsjælland
- 07 Vestur
- FC Vevey-Sport
- VfB 08 Aachen
- VfB Annaberg 09
- VfB Apolda
- VfB 03 Bielefeld
- VfB Fichte Bielefeld
- VfB Bleicherode
- VfB Bottrop
- VfB Breslau
- VfB 1907 Coburg
- VfB Concordia Britz
- VfB Dillingen
- VfB Alemannia 1897 Dortmund
- VfB Dortmund 1897
- VfB 90 Dresden
- VfB-Einheit zu Pankow
- VfB 1909 Eisleben
- VfB Erfurt
- VfB Fortuna Biesdorf
- VfB Fortuna Chemnitz
- VfB Freya Memel
- VfB Friedberg
- VfB Friedrichshafen
- VfB Germania Halberstadt
- VfB Glauchau
- VfB Gleiwitz
- VfB 06 Großauheim
- VfB Hermsdorf
- VfB Herzberg 68
- VfB 03 Hilden
- VfB Hohenleipisch 1912
- VfB Karlsruhe
- VfB Kiel
- VfB Lohengrin 03 Kleve
- VfB 07 Klötze
- VfB Königsberg
- VfB Labiau
- VfB Leipzig
- VfB Lengenfeld 1908
- VfB Liegnitz
- VfB Lübeck
- VfB Lützel
- VfB Kurhessen 1905 Marburg
- VfB Marburg
- VfB Mühlburg
- VfB Mühlhausen 09
- VfB Oberröblingen
- VfB 1900 Offenbach
- VfB Oldenburg
- VfB Osterode
- VfB Peine
- VfB Pforzheim
- VfB Plauen Nord
- VfB Pommern Löcknitz
- VfB Preußen Greppin
- VfB Rot-Weiß 04 Braunschweig
- VfB Sangerhausen
- VfB Schwelm
- VfB Speldorf
- VfB Sperber Neukölln
- VfB Stettin
- VfB Stuttgart
- VfB Tilsit
- VfB Torgelow
- VfB Unterliederbach
- VfB 07 Weidenau
- VfB Zittau
- VfB Zscherndorf 1919
- VfB Zwenkau 02
- VFC Plauen
- VfL Altenbögge
- VfL Benrath
- VfL Bergen 94
- VfL Bochum
- VfL Eintracht Bitterfeld
- VfL Sportfreunde 07 Essen
- VfL Germania 1894 Frankfurt
- VfL Grün-Gold Güstrow
- VfL Halle 1896
- VfL Kassel
- VfL TuRa Kassel
- VfL Köln 1899
- VfL 1904 Krefeld
- VfL Germania Leer
- VfL 04 Leipzig
- VfL Leverkusen
- VfL Meiningen 04
- VfL Minden
- VfL Neckarau
- VfL 03 Neu-Isenburg
- VfL Neuwied
- VfL Oldenburg
- VfL Osnabrück
- VfL Pirna-Copitz
- VfL 06 Saalfeld
- VfL 1907 Schneeberg
- VfL Stettin
- VfL Trier
- VfL Wolfsburg
- VfR Aalen
- VfR Bürstadt
- VfR Hansa Elbing
- VfR Frankenthal
- VfR Heilbronn
- VfR 07 Kirn
- VfR Köln 04 rrh.
- VfR 02 Leipzig
- VfR 07 Limburg
- VfR Lübeck
- VfR Mannheim
- VfR Neumünster
- VfR 08 Oberhausen
- VfR 1900 Offenbach
- VfR Ohligs
- VfR Pforzheim
- VfR 1915 Schweidnitz
- VfR 08 Worms
- VfR Wormatia Worms
- VfTuB 1905 Leipzig
- VfV Hildesheim
- VfV Borussia 06 Hildesheim
- Viborg FF
- Vicenza Calcio
- Victoria FC Louvain
- Victoria 1911 Köln
- Victoria Rosport
- Vienna Cricket and Football Club
- Vigor Wuitens Hamme
- FC Viitorul Constanța
- Viking FK
- UMF Víkingur
- Víkingur Gøta
- Víkingur Reykjavík
- Viktoria Allenstein
- Viktoria Aschaffenburg
- Viktoria Augsburg
- Viktoria Coburg
- Viktoria Elbing
- FC Viktoria Köln 1904
- SCB Viktoria Köln
- Viktoria Stolp
- SV Victory Boys
- Villa SC
- Villarreal CF
- Virton
- Virtus
- SBV Vitesse
- Vitória Setúbal
- SK Vlierzele
- SV Voorwaarts
- Vorwärts Bad Salzungen
- Vorwärts Cottbus
- Vorwärts Demen
- Vorwärts Dessau
- Vorwärts Eggesin-Karpin
- Vorwärts Fünfeichen
- Vorwärts Hagenow
- Vorwärts Havelberg
- Vorwärts Kamenz
- Vorwärts Leipzig
- Vorwärts Löbau
- Vorwärts Löcknitz
- Vorwärts Marienberg
- Vorwärts Meiningen
- Vorwärts Mühlhausen
- Vorwärts Neubrandenburg
- Vorwärts Perleberg
- Vorwärts Plauen
- Vorwärts Schwerin
- VPS
- VV Breskens
- VVV-Venlo
- VVOP
- Volewijckers
- VV Internos
- VSS Košice
- VVSB
- Vysočina Jihlava

A · B · C · D · E · F · G · H · I · J · K · L · M · N · O · P · Q · R · S · T · U · V · W · X · Y · Z